# Uli Borowka
Uli Borowka (Menden, 19 mei 1962) is een (West-)Duits voormalig voetballer en voetbalcoach die speelde als verdediger.

## Carrière
Borovka leerde eerst het beroep van machinefabrikant. In de Duitse Bundesliga was hij actief voor Borussia Mönchengladbach en Werder Bremen. Als verdedigende speler speelde Borowka tussen 1981 en 1996 in totaal 388 Bundesliga-wedstrijden en scoorde hij 19 doelpunten. Met Werder Bremen werd hij in 1988 en 1993 Duits kampioen en in 1991 en 1994 DFB-bekerwinnaar. Het hoogtepunt van zijn carrière was het winnen van de Beker der bekerwinnaars met Werder Bremen in Lissabon in 1991/1992.
De verdediger die bekend staat als "Eisenfuß" - of "de bijl" - werd gewaardeerd en gevreesd als een bijzonder sterke schutter en duelspeler. Hoewel zijn voetbaltalent vrij beperkt was, werd hij beschouwd als een van de beste en in duels de zwaarste verdedigers van zijn tijd. Borowka stond ook bekend om zijn trash talk.  Olaf Thon's tegenstander in zijn Bundesliga-debuut tegen Mönchengladbach in 1984, die hij zich herinnerde: "Mijn tegenstander was Uli Borowka en hij verwelkomde me met de woorden "Vandaag breek ik je beide benen." Maar dit is nooit gebeurd. Hij werd door zijn voetbalcollega's in de "kicker"-competitie meerdere jaren op rij tot de minst populaire speler in de competitie gekozen.
In 1988 droeg Borowka zes keer de trui van het Duitse nationale elftal en nam hij deel aan het Europees Kampioenschap in Duitsland, waar hij in alle vier de wedstrijden speelde. Volgens zijn eigen verklaring bezit hij zelfs een trui van Diego Maradona uit die tijd, die hij op 2 april 1988 in zijn eerste interlandwedstrijd tegen Argentinië speelde. Na het Europees Kampioenschap werd Borowka door teammanager Franz Beckenbauer niet meer in aanmerking genomen. Hij behoorde echter tot het Duitse nationale team van de Olympische Spelen van 1988, maar speelde geen wedstrijd.
Nadat hij in 1996 Werder Bremen verliet en kort onder contract stond bij Tasmania Neukölln en Hannover 96 in Berlijn, verhuisde Borowka begin 1997 naar Widzew Lodz en werd de eerste Duitse voetballer in een profcompetitie in het gebied van het voormalige Oostblok, de Ekstraklasa in Polen. Coach Franciszek Smuda, met wie hij in het Duits communiceerde, gebruikte hem echter slechts acht keer in totaal. Vanwege zijn aanhoudende alcoholgebruik heeft de club het contract van Borowka na één seizoen niet verlengd, waarna hij zijn actieve carrière in 1998 beëindigde, hij speelde nog enkele keren voor amateurclubs.

## Verdere leven
Na het einde van zijn carrière was Borovka het onderwerp van de tabloid-media-aandacht vanwege alcoholgerelateerde en familiale problemen. In 1996 veroorzaakte hij een auto-ongeluk onder invloed van aanzienlijke hoeveelheden alcohol.
Hij verbleef gedurende vier maanden durende revalidatie in het ziekenhuis in 2000. In een autobiografie "Full throttle. Mijn dubbelleven als profvoetballer en alcoholist" heeft hij zijn carrière en alcoholverslaving verwerkt. Borowka richtte ook een vereniging op voor de preventie van verslaving en adviseert spelers met verslavingsproblemen.
In de jaren 1997, 2000, 2001 en 2003 werkte hij als coach voor de topclubs FC Oberneuland, Berliner AK 07, Türkiyemspor Berlin en opnieuw voor Berliner AK 07.
Borowka heeft met de Bremer punkband Dimple Minds een single opgenomen met de titel "Barefoot of Patent Shoe". Sinds 2007 werkt Borowka zelfstandig op het gebied van sportmarketing en organiseert ook jeugdvoetbalkampen.

## Erelijst
- SV Werder Bremen
  - Landskampioen: 1988, 1993
  - DFB-Pokal: 1991, 1994
  - Europacup II: 1992
- Widzew Łódź
  - Landskampioen: 1997

1 Immel ·
2 Buchwald ·
3 Brehme ·
4 Kohler ·
5 Herget ·
6 Borowka ·
7 Littbarski ·
8 Matthäus  ·
9 Völler ·
10 Thon ·
11 Mill ·
12 Illgner ·
13 Wuttke ·
14 Berthold ·
15 Pflügler ·
16 Eckstein ·
17 Dorfner ·
18 Klinsmann ·
19 Sauer ·
20 Rolff ·
Coach: Beckenbauer